# Попл-Гров (тауншип, Миннесота)
Попл-Гров (англ. Popple Grove) — тауншип в округе Маномен, Миннесота, США. На 2000 год его население составило 154 человека.

## География
По данным Бюро переписи населения США площадь тауншипа составляет 97,0 км², из которых 96,6 км² занимает суша, а 0,3 км² — вода (0,35 %).

## Демография
По данным переписи населения 2000 года здесь находились 154 человека, 53 домохозяйства и 41 семья. Плотность населения —  1,6 чел./км². На территории тауншипа расположено 59 построек со средней плотностью 0,6 построек на один квадратный километр. Расовый состав населения: 82,47 % белых, 13,64 % коренных американцев и 3,90 % приходится на две или более других рас.
Из 53 домохозяйств в 43,4 % воспитывались дети до 18 лет, в 58,5 % проживали супружеские пары, в 9,4 % проживали незамужние женщины и в 22,6 % домохозяйств проживали несемейные люди. 18,9 % домохозяйств состояли из одного человека, при том 9,4 % из — одиноких пожилых людей старше 65 лет. Средний размер домохозяйства — 2,91, а семьи — 3,29 человека.
33,8 % населения — младше 18 лет, 3,9 % — в возрасте от 18 до 24 лет, 26,6 % — от 25 до 44, 20,8 % — от 45 до 64, и 14,9 % — старше 65 лет. Средний возраст — 34 года. На каждые 100 женщин приходилось 126,5 мужчин. На каждые 100 женщин старше 18 приходилось 117,0 мужчин.
Средний годовой доход домохозяйства составлял 37 500 долларов, а средний годовой доход семьи —  40 313 долларов. Средний доход мужчин —  22 083  доллара, в то время как у женщин — 21 250. Доход на душу населения составил 15 011 долларов. За чертой бедности не находилась ни одна семья и 2,9 % всего населения тауншипа, из которых 8,3 % старше 65 лет.